# Cremastosperma gracilipes
Cremastosperma gracilipes är en kirimojaväxtart som beskrevs av Robert Elias Fries. Cremastosperma gracilipes ingår i släktet Cremastosperma, och familjen kirimojaväxter. Inga underarter finns listade i Catalogue of Life.